# Natipusilla
Natipusilla ist die einzige Gattung der einzigen Familie Natipusillaceae der Schlauchpilze, die alleine die Ordnung Natipusillales bilden.

## Merkmale
Natipusilla-Arten bilden kleine, kugelige Fruchtkörper, die oberflächlich bis hervorbrechend auf untergetauchtem Holz leben. Sie sind durchscheinend bis hellbraun. Die Peridie ist häutig und besteht aus parenchymartigen Zellen (Textura angularis) in der Außenansicht. Das Hamathecium (das Gewebe zwischen den Schläuchen) besteht aus septierten, zerstreut liegenden Pseudoparaphysen. Die Schläuche sind immer achtsporig, zweiwandig, teleskopartig verlängert (fissitunikat), kugelig bis fast keulenförmig. Die Sporen sind in mehreren Reihen angeordnet, spindelförmig bis zylindrisch und durchscheinend, wobei sie im Alter braun werden. Sie sind ein- bis mehrfach septiert und besitzen viele Tröpfchen. Eine Nebenfruchtform ist nicht bekannt.

## Lebensweise
Natipusilla-Arten leben saprob im Süßwasser auf toten Holz. Sie sind in der Neotropis verbreitet.

## Systematik und Taxonomie
Die Gattung Natipusilla wurde 2010 von Astrid Ferrer, Andrew Nicholas Miller und Carol Ann Shearer beschrieben. 2012 beschrieben Huzefa A. Raja, Shearer und Miller die monotypische Familie Natipusillaceae und 2013 beschrieben schließlich Raja, Shearer, Miller und Kevin David Hyde die einzige Ordnung mit unsicherer Stellung innerhalb der Dothideomycetes.
Nach Index Fungorum zählen folgende vier Arten zur Gattung (Stand Februar 2022):
- Natipusilla bellaspora
- Natipusilla decorospora
- Natipusilla limonensis
- Natipusilla naponensis